# Polygala isingii
Polygala isingii är en jungfrulinsväxtart som beskrevs av L. Pedley. Polygala isingii ingår i släktet jungfrulinssläktet, och familjen jungfrulinsväxter. Inga underarter finns listade i Catalogue of Life.